# Plagioracelopus
Plagioracelopus là một chi rêu trong họ Polytrichaceae.